# Organización municipal de la provincia del Chaco

Mapa de los municipios de la Provincia del Chaco.

En la provincia del Chaco en Argentina el régimen municipal es ejercido por gobiernos locales denominados municipios.

## Los municipios en la Constitución de la Nación Argentina
La organización municipal estuvo contemplada en la Constitución de la Nación Argentina desde su primera promulgación el 1 de mayo de 1853, expresando en su artículo 5 que cada provincia debía dictar una constitución que asegurara su régimen municipal. Sin embargo, no estaba claro si los municipios debían ser autónomos o autárquicos hasta la sentencia del 21 de marzo de 1989 de la Corte Suprema de Justicia de la Nación Argentina (Caso Rivademar), que interpretó que los municipios eran constitucionalmente autónomos.
Esta sentencia fue contemplada en la reforma de la Constitución de la Nación Argentina según el texto sancionado el 22 de agosto de 1994:

Art. 123. Cada provincia dicta su propia Constitución, conforme a lo dispuesto por el Art. 5 asegurando la autonomía municipal y reglando su alcance y contenido en el orden institucional, político, administrativo, económico y financiero.

## Los municipios en la Constitución de la Provincia del Chaco
La Constitución de la Provincia del Chaco reformada el 27 de octubre de 1994 establece respecto del régimen municipal:

Art. 119. Corresponde a la Cámara de Diputados: (...)

8. Fijar las divisiones departamentales, los ejidos municipales y las eventuales reservas territoriales para el crecimiento urbano de los municipios, y el régimen de administración provincial de los servicios e intereses de las zonas rurales (...)

9. Establecer el régimen de los municipios, sin perjuicio de la facultad de los de primera categoría de dictar sus cartas orgánicas; decidir sobre sus categorizaciones y disponer sobre su intervención, con arreglo a lo previsto en esta Constitución (...)

Art. 182. Todo centro de población constituye un municipio autónomo, cuyo gobierno será ejercido con independencia de otro poder, de conformidad con las prescripciones de esta Constitución, de la ley orgánica que dicte la Cámara de Diputados o de la Carta Orgánica municipal, si correspondiere.

Art. 183. Habrá tres categorías de municipios.

PRIMERA CATEGORÍA: centros de población de más de veinte mil habitantes.

SEGUNDA CATEGORÍA: centros de población de más de cinco mil, hasta veinte mil habitantes.

TERCERA CATEGORÍA: centros de población de hasta cinco mil habitantes.

Los censos de población nacionales o provinciales, legalmente aprobados, determinarán la categoría de cada municipio. La ley deberá recategorizar los mismos, obligatoriamente, dentro del año posterior a cada censo poblacional.

Art. 184. El gobierno de los municipios será ejercido por un intendente con funciones ejecutivas y por un concejo con funciones deliberativas.
 Los concejos municipales estarán compuestos por hasta nueve concejales en los municipios de primera categoría, los que podrán ser elevados hasta once en las ciudades de más de cien mil habitantes; hasta siete en los municipios de segunda categoría y por tres en los municipios de tercera categoría.

Art. 185. Los municipios de primera categoría podrán dictarse sus Cartas Orgánicas municipales, sin más limitaciones que las contenidas en esta Constitución (...)

Art. 186. Los municipios serán creados y delimitados territorialmente por ley, debiendo prever áreas suburbanas para su crecimiento y expansión.
 Cuando los centros de población superen los ochocientos habitantes, cien de sus electores podrán peticionar su creación como municipio.

Los centros de población con menos de ochocientos habitantes podrán constituirse en delegaciones de servicios rurales, como entidades político-administrativas de creación legislativa, previo convenio con el municipio del cual dependerán y las asignaciones presupuestarias que aseguren las prestaciones, y transitoriamente, sin autonomía institucional.

### Alcance de la autonomía institucional
La Constitución de la Provincia del Chaco establece que los municipios de 1.ª categoría (los centros de población de más de 20 000 habitantes) pueden obtener la autonomía institucional mediante la sanción de una carta orgánica. La constitución establece que los municipios con carta orgánica deben tener un gobierno de elección popular compuesto por un intendente con funciones ejecutivas y por un concejo municipal con funciones deliberativas. Este último debe estar integrado por 9 concejales, pudiendo elevar su número a 11 si supera los 100 000 habitantes.

## Ley Orgánica de Municipios n.º 4233
La ley Orgánica de Municipios n.º 4233 sancionada el 6 de diciembre de 1995 establece:

Art. 1. La presente ley regirá:

a) En los Municipios que no estén facultados para dictar su Carta Orgánica; y

b) En los Municipios que no hayan dictado su Carta Orgánica, estando facultados para hacerlo.

Art. 2. Son municipios a los fines de esta ley todos los centros de población con más de ochocientos (800) habitantes y cien (100) electores, donde existan bienes inmuebles de propiedad privada, y se desarrollen actividades útiles de significación económica relativa al número de sus habitantes y a la característica geográfica de su localización. Asimismo deberán tener recursos, de manera que no necesiten asistencia económico financiera del gobierno provincial, salvo los que por ley correspondan.

Art. 4. Los municipios serán creados y delimitados territorialmente por ley, la que tomará en cuenta el área urbana en la que se deberán prestar los servicios municipales permanentes y una zona aledaña reservada para el previsible crecimiento natural del centro poblado y para la adecuada extensión futura de los servicios municipales, las que conformarán el ejido municipal.

Una ley especial podrá ampliar la jurisdicción territorial municipal, creando áreas de influencia en zonas rurales lindantes, al efecto de la prestación de determinados servicios, o la administración de ciertos intereses cuyo régimen establecerá la misma ley conforme a lo previsto en el artículo 119 inciso 8 de la constitución provincial 1957-1994. La demarcación de las áreas de influencia municipal será consultada previamente con las autoridades de los municipios contiguos (...)

Art. 7. De acuerdo a los prescripto en el artículo 183 de la Constitución Provincial 1957-1994, las Municipalidades serán:

a) de Primera Categoría: las de más de veinte mil (20.000) habitantes.

b) de Segunda Categoría: las de más de cinco mil (5.000) hasta veinte mil (20.000) habitantes; y

c) de Tercera Categoría: las de hasta cinco mil (5.000) habitantes.

Art. 8. Comprobada la existencia de las condiciones requeridas para la creación del municipio o para el cambio de categoría en su caso, la Legislatura lo hará efectivo por ley. En toda actuación relativa a la creación o al cambio de categoría de los municipios se requerirá opinión a la autoridad municipal involucrada y al Poder Ejecutivo.

Art. 26. El Gobierno Municipal será ejercido por un intendente con funciones ejecutivas y un Concejo con funciones deliberantes, cuyo número de miembros se determinará de acuerdo a la categoría del municipio, de cuyo seno emanarán las resoluciones, ordenanzas y todo otro instrumento legal para regir los destinos de la comuna.

Art. 27. De acuerdo a lo prescripto en el artículo 183 de la Constitución Provincial 1957-1994, los Concejos Municipales estarán compuestos por el siguiente número de concejales:

I-Municipios de 1º Categoría a) Comunas de más de veinte mil (20.000) habitantes, hasta nueve (9) concejales, que podrán aumentarse hasta once (11) si superaren los cien mil (100.000) habitantes y por ordenanza votada por los dos tercios de los miembros del Cuerpo.

II-Municipios de 2º Categoría a) Comunas de más de cinco mil (5.000) hasta veinte mil (20.000) habitantes, hasta siete (7) concejales. En caso de modificación del número de concejales, la ordenanza que así lo disponga, deberá ser votada por los dos tercios de la totalidad de los miembros del Cuerpo.

III-Municipios de 3º Categoría a) Comunas de más de ochocientos (800) y menos de cinco mil (5.000) habitantes, tres (3) concejales.

## Ley de Áreas de Influencia de los Municipios n.° 4088
La ley de Áreas de Influencia de los Municipios n.° 4088 sancionada el 28 de septiembre de 1994 delimita las áreas de influencia estableciendo el sistema de ejidos colindantes y además establece:

Art. 2. La jurisdicción territorial de los municipios se considerará ampliada a las áreas de Influencias de cada uno de ellos en los términos de esta ley, a los siguientes efectos previstos por el art. 4 de la Ley N° 4.233 y sus modificatorias (Orgánica Municipal)

a) Para la prestación de determinados servicios, de conformidad con lo que resuelvan las autoridades municipales respectivas.

b) Para la administración, articulación o ejecución de acciones que vinculen las actividades urbanas con las rurales.

c) Para la participación de la población residente en los institutos de democracia semidirecta (...)

Art. 3. Las áreas de influencias podrán ser modificadas por ley, previo acuerdo de los Concejos Municipales lindantes e involucrados, siempre que no impliquen modificaciones de los límites departamentales.

## Delegaciones municipales creadas por el Gobierno provincial
El Gobierno provincial ha creado delegaciones municipales (previstas en la constitución provincial como delegaciones de servicios rurales) en algunas poblaciones que no cumplen los requisitos para ser declaradas municipios o que han perdido ese estatus, estas delegaciones municipales se encuentran en las áreas de influencia de los municipios de los que dependen administrativamente. 